# Daouitherium
Daouitherium ist eine Gattung früher Rüsseltiere. Es lebte im Übergang vom Paläozän zum Eozän von vor 59 bis 51 Millionen Jahren in Nordafrika. Die bisher entdeckten Fossilien gehören einem nicht ausgewachsenen Individuum an, aufgrund der Größe der Funde wird von einem Körpergewicht von 80 bis 170 kg ausgegangen.

## Merkmale
Daouitherium ist bisher nur von einigen Unterkieferfragmenten und isolierten Backenzähnen eines nicht ausgewachsenen Tieres bekannt. Das längste Fragment stellt einen linken Kieferast dar, der eine Länge von 12 cm und am Knochenkörper eine Höhe von 5 cm aufweist. Der stärker beschädigte rechte Kieferast besitzt zusätzlich noch den Gelenkansatz. Die vordere Bezahnung ist nicht fossil überliefert, allerdings durch die vorhandenen vier Alveolen nachgewiesen. Diese besitzen jeweils einen kleinen Abstand zueinander, so, dass das Vordergebiss wohl nicht geschlossen war. Die vorderste Alveole ist recht groß und gibt an, dass auch Daouitherium einen verlängerten ersten Schneidezahn (I1) hatte. Die anderen Zahnkammern sind schwer zuzuweisen, da juvenile Tiere teilweise einen anderen Gebissaufbau als erwachsene Tieren haben, die Forscher gehen aber davon aus, dass diese Zahnkammern den beiden anderen Schneidezähnen und dem Eckzahn zuzuweisen sind.
Die hintere Bezahnung umfasst die letzten drei Prämolaren und die drei Molaren, der erste Prämolar war wahrscheinlich schon reduziert, wie bei anderen frühen Rüsseltieren, etwa Phosphatherium und Numidotherium. Die Prämolaren sind leicht molarisiert mit einer Zahnschmelzleiste auf der Kauoberfläche, wobei der letzte den Ansatz einer zweiten Leiste trägt (semibilophodont). Die Molaren sind deutlich bilophodont, ihre Größe nimmt nach hinten stark zu. Der letzte Backenzahn hat Ansätze einer dritten Leiste. Insgesamt sind die Backenzähne niederkronig (brachyodont).

## Systematik
Daouitherium ist eine Gattung aus der Ordnung der Rüsseltiere (Proboscidea). Aufgrund der bilophodonten vorderen Molaren gehört sie zu den ursprünglichen Plesielephantiformes und ist neben Eritherium und Phosphatherium einer der ältesten bekannten Vertreter der Rüsseltiere. Ein weiterer Hinweis auf die sehr ursprüngliche Stellung ist der vorhandene vertikale Zahnwechsel mit einem gleichzeitigen Gebrauch aller Zähne; der für heutige Elefanten typische horizontale Zahnwechsel entwickelte sich erst später. Seine deutlich lophodonten Zähne stellen Daouitherium näher zu Phosphatherium und Numidotherium, wobei es wohl eine Art Zwischenstellung einnahm. Ein archaisches Merkmal gegenüber Numidotherium ist das fehlende Diastema zwischen vorderer und hinterer Bezahnung, gegenüber Phosphatherium ist die deutlich größerer Körperform wesentlich moderner. Eine direkte Zuweisung zur Familie der Numidotheriidae erfolgte bisher nur mit Fragezeichen. Deutliche Unterschiede gibt es zu den etwas späteren Formen Arcanotherium und Moeritherium, deren Backenzähne eher bunolophodont gestaltet waren und so den späteren Rüsseltieren näher standen.

## Entdeckungsgeschichte
Die Funde wurden im nordöstlichen Bereich des Ouled-Abdoun-Beckens im Abschnitt Sidi Daoui (Grand Daoui) in Marokko entdeckt. Die dortigen Phosphatminen schließen in der Regel Schichten des Thanetium (spätes Paläozän) und unterstes Ypresium (frühes Eozän) auf und sind bekannt für ihre reichhaltigen Fossilien. Mit Eritherium und Phosphatherium wurden hier ebenfalls zwei sehr frühe Rüsseltiere entdeckt. Aufgefunden wurden die Reste von Daouitherium von Einheimischen in Sidi Daoui. Roland Reboul, ein Amateurpaläontologe, kaufte die Funde einem Fossilienhändler ab. Der Holotyp (Exemplarnummer CPSGM MA4) stellt einen linken Unterkieferbogen mit der erhaltenen Bezahnung der letzten beiden Prämolaren und aller Molaren dar. Er wird heute in der paläontologischen Sammlung des Office Chérifien des Phosphates (OCP) aufbewahrt. Der Gattungsname Daouitherium bezieht sich zum einen auf die Fundstelle in Sidi Daoui, zum anderen ist θηρίον (thērion) das griechische Wort für „Tier“. Der Artname rebouli ehrt den Finder Ronald Reboul, der die Funde den Wissenschaftlern zur Verfügung stellte.